# Tri kopce
Tri kopce je národní přírodní rezervace v oblasti Slovenský ráj.
Nachází se v katastrálním území obcí Vernár a Hrabušice v okrese Poprad, okrese Spišská Nová Ves v Prešovském kraji, Košickém kraji. Území bylo vyhlášeno či novelizováno v roce 1984 na rozloze 246,23 ha. Ochranné pásmo nebylo stanoveno.